# بحر أبو المير
قرية بحر أبو المير هي إحدى القرى التابعة لمركز أطسا في محافظة الفيوم في جمهورية مصر العربية. حسب إحصاءات سنة 2006، بلغ إجمالي السكان في بحر أبو المير 5244 نسمة، منهم 2732 رجل و2512 امرأة.